# Ковенская
Ковенская, в истоках Вынтья, — река в Ханты-Мансийского автономном округе России. Впадает в протоку Тохот, впадающую на 54 км по левому берегу Горной протоки Оби. Длина реки — 266 км, площадь водосборного бассейна — 2750 км²

## Притоки
(указано расстояние от устья)
- 2 км: Малая Речка
- 6 км: Сагальях
- 25 км: Сартамур
- 38 км: Бабка Кова
- 42 км: Большой Раус
- 48 км: Большой Живун
- 72 км: Чанъях
- 82 км: Алексеев Живун
- 85 км: Тетинтур
- 93 км: Петернях
- 116 км: Малый Хозым
- 118 км: Большой Хозым
- 146 км: Утъёган
- 155 км: Пестырын
- 168 км: Утъёган
- 176 км: Хозым
- 197 км: Матья
- 234 км: Инлоу
- 236 км: Вошингья
- 244 км: Анкчъя
- 252 км: Янипау
- 262 км: Нюхолья

## Данные водного реестра
По данным государственного водного реестра России относится к Нижнеобскому бассейновому округу, водохозяйственный участок реки — Обь от впадения Иртыша до впадения реки Северная Сосьва, речной подбассейн реки — бассейны притока Оби от Иртыша до впадения Северной Сосьвы. Речной бассейн реки — (Нижняя) Обь от впадения Иртыша.